# Ангел Недев Карагьозов
Ангел Недев Карагьозов е изтъкнат търговец и общественик.

## Биография
Ангел Недев Карагьозов е роден около 1830 г. Негоният баща Недьо Карагьозов е търговец от с. Присово. Ангел е по-малък брат на фабриканта Стефан Карагьозов и Никола Карагьозов.
Първоначало образование получава в Търново, след което учи търговия в Генуа.
Заедно със своите братя развиват успешна търговия в Търново и имат търговска кантора в Цариград.

## Заслуги
Освен чисто икономическите заслуги за развитие на търговията в Търново, Ангел Карагьозов има голям принос за развитие фабриката на Иван Калпазанов в Габрово.
Ангел е чичо на известния и изтъкнат Васил Карагьозов. След смъртта на Иван Калпазанов, семейството е искало да затвори фабриката и да отдаде помещенията под наем. Тогава се намесва Ангел и съветва своя племенник Васил да не прекъсват „това що вече е наченато и дава резултати“. Той поема отговорността да даде средства, ако се наложи и да съветва Васил в работата.
След този разговор Васил Карагьозов събира всичките роднини на Иван Калпазанов, семейството му от Габрово и София, и им излага своето мнение. Те го приемат и единодушно упълномощават Васил Карагьозов за директор, защото познава работата още от създаването на фабриката. На третия ден след кончината на своя многообичан тъст, Васил Карагьозов уведомява властите в България и в Турция, че Иван Калпазанов „се е споминал, но името ще остане завинаги живо!“
Действително през годините Ангел Карагьозов дава средства на своя племенник, които той използва за оборотен капитал, както и безценни съвети.
Благодарение деловата мъдрост на Ангел Карагьозов и умелото управление на Васил Карагьозов фабриката просъществува до Национализацията.

## Наследници
Ангел Карагьозов е дядо на Ангел Димитров Карагьозов (1875 – 1961), юрист в София, председател ВКС, Министър на правосъдието.